# Wormegay Castle
Wormegay Castle är ett slott i Storbritannien.   Det ligger i grevskapet Norfolk och riksdelen England, i den sydöstra delen av landet, 140 km norr om huvudstaden London. Wormegay Castle ligger 7 meter över havet.
Terrängen runt Wormegay Castle är platt. Runt Wormegay Castle är det ganska tätbefolkat, med 93 invånare per kvadratkilometer. Närmaste större samhälle är King's Lynn, 9,1 km norr om Wormegay Castle. Trakten runt Wormegay Castle består till största delen av jordbruksmark.